# Klodvig IV

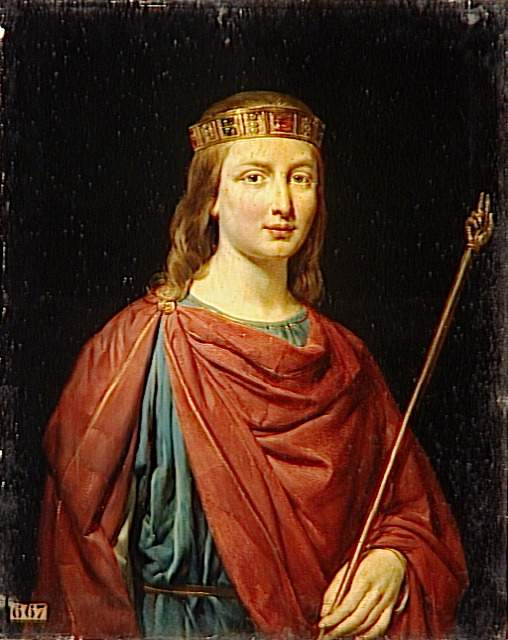
Klodvig IV

Klodvig IV, född omkring 682, död 695, var en frankisk merovingisk kung av Neustrien, Burgund och Austrasien 691-695. Han var son till Theoderik III och Chrothildis.
Klodvig intog tronen 691 vid nio års ålder och var kung fram till sin död 695. Han var under sitt första år nominellt under sin mors förmynderskap. Klodvigs titel var visserligen "Frankernas konung" men egentligen var han bara en marionett framför rikets verklige makthavare, Pippin av Herstal maior domus i Austrasien. Klodvigs regeringstid är osäker och bilden av honom förblir oklar; han brukar varken tillskrivas dåliga eller bra sidor. 
Han begravdes i Choisy-sur-l'Aisne i närheten av Compiègne.
Klodvig III kan ha varit en falsk kung som "uppfanns" för politiska syften och Klodvig IV kallas därför ibland även Klodvig III.